# LiveStation
O Livestation é um software de transmissão de IPTV ao vivo.
Ele utiliza a tecnologia P2P para distribuir o conteúdo para que não haja a necessidade de que todos os usuários tenham de se conectar a um servidor central e fazer o streaming.
Isso barateia os custos de transmissão pois apenas com a transmissão para um ponto, distribui-se o sinal por toda a rede.